# Sleepboothaven Maassluis

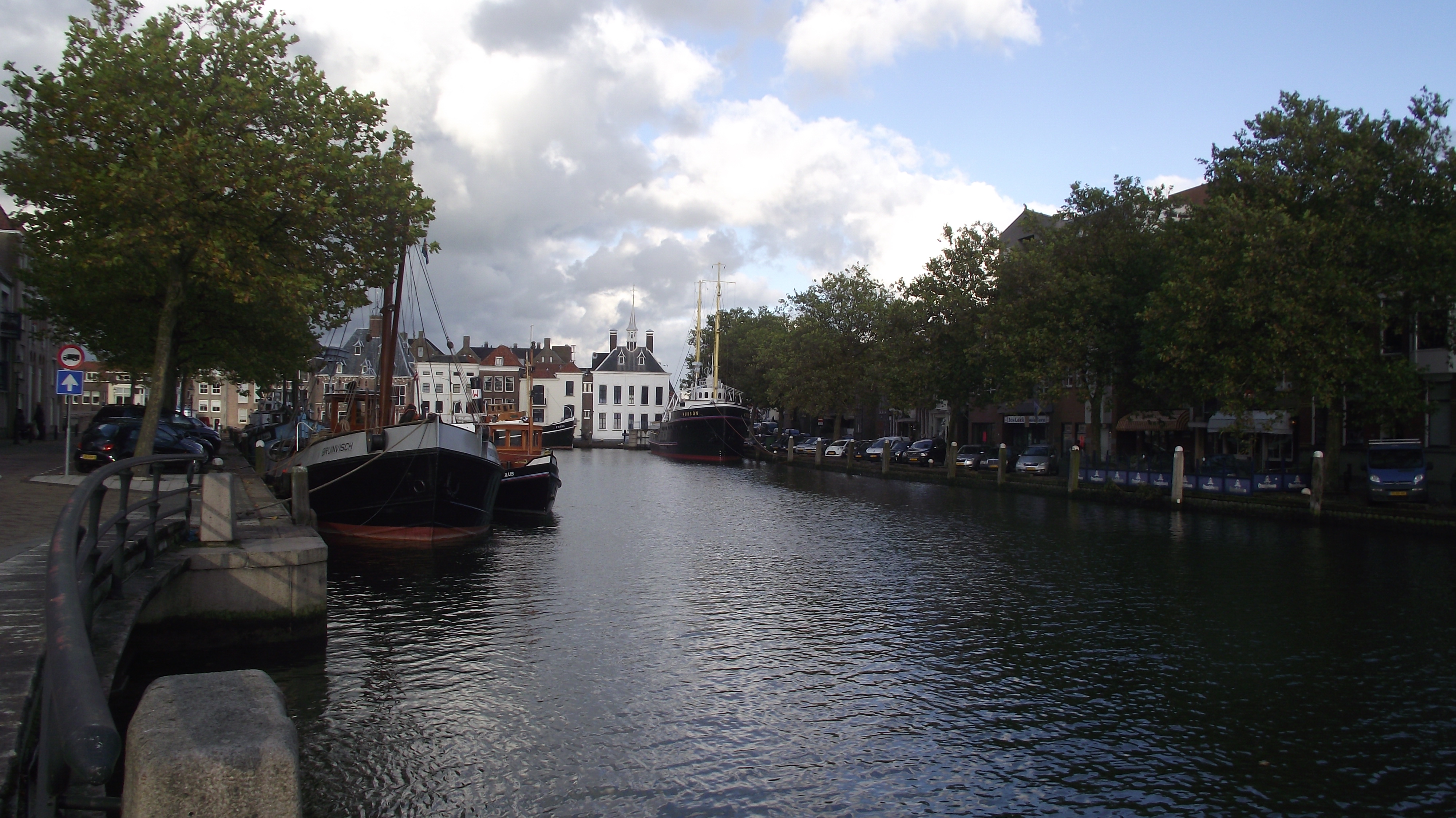
De haven

Sleepboothaven Maassluis is een museumhaven in de Nederlandse stad Maassluis. Het is de thuishaven van negen sleepboten en bergingsvaartuigen met een historische waarde. Aan de haven bevindt zich het Nationaal Sleepvaartmuseum.

## Geschiedenis
In 2004 werd de Stichting Historische Sleepvaart opgericht. Het was een samenwerking tussen het Nationaal Sleepvaart Museum, stoomsleper Furie en het museumschip Hudson. De belangrijkste activiteit was het kopen en beheren van een gemeenschappelijke tentoonstellingsstand. Van een fysieke museumhaven was toen nog geen sprake.
Na de komst van zeesleper Elbe in 2005 gaf de gemeente Maassluis goedkeuring om de haven van de stad gedeeltelijk in te richten als museumhaven voor historische sleepboten en bergingsschepen. In 2007 werd de naam van de stichting gewijzigd in Stichting Sleepboothaven Maassluis en werd ook bergingsvaartuig Bruinvisch aan de havenvloot toegevoegd.
Door bemiddeling van Stichting Maritiem Erfgoed Maassluis is in 2016 de voormalige Europoortsleper Steenbank, die gesloopt zou worden, toegevoegd aan Sleepboothaven Maassluis. Ook de kustsleper Tonijn werd in 2016 toegevoegd aan de museumhaven.

## Schepen
Sleepboothaven Maassluis is de thuishaven van negen schepen:
- Stoomzeesleper Furie uit 1916
- Bergingsvaartuig Bruinvisch uit 1937
- Zeesleper Hudson uit 1939
- Motorsleepboot Tonijn uit 1958
- Zeesleper Elbe uit 1959
- Europoortsleper Steenbank uit 1960
- Havensleepboot Maassluis uit 1948
- Motorsleepboot Delta uit 1946
- Havensleepboot Krimpen uit 1954

Sleepboothaven Maassluis
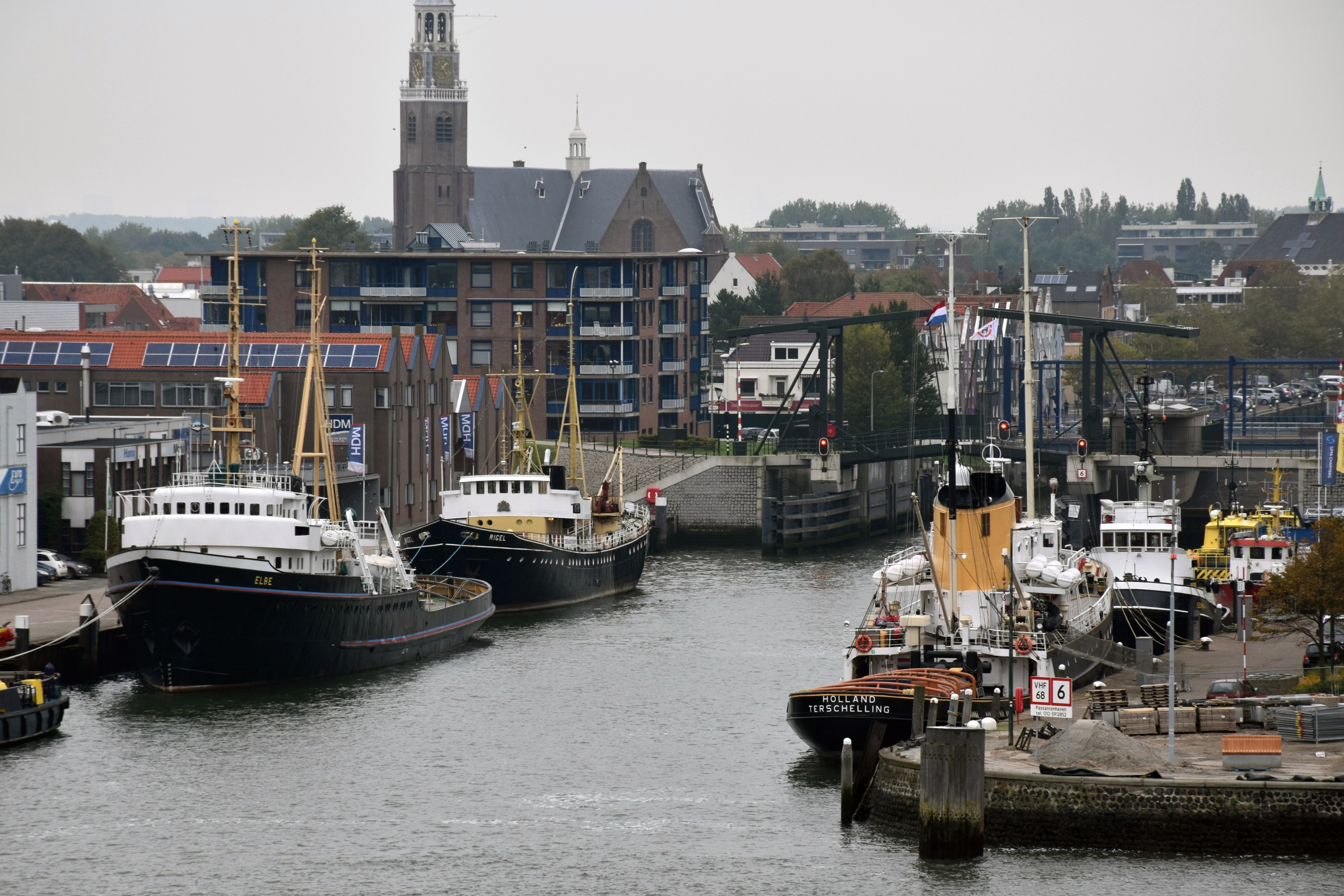
Overzichtsfoto, 2019
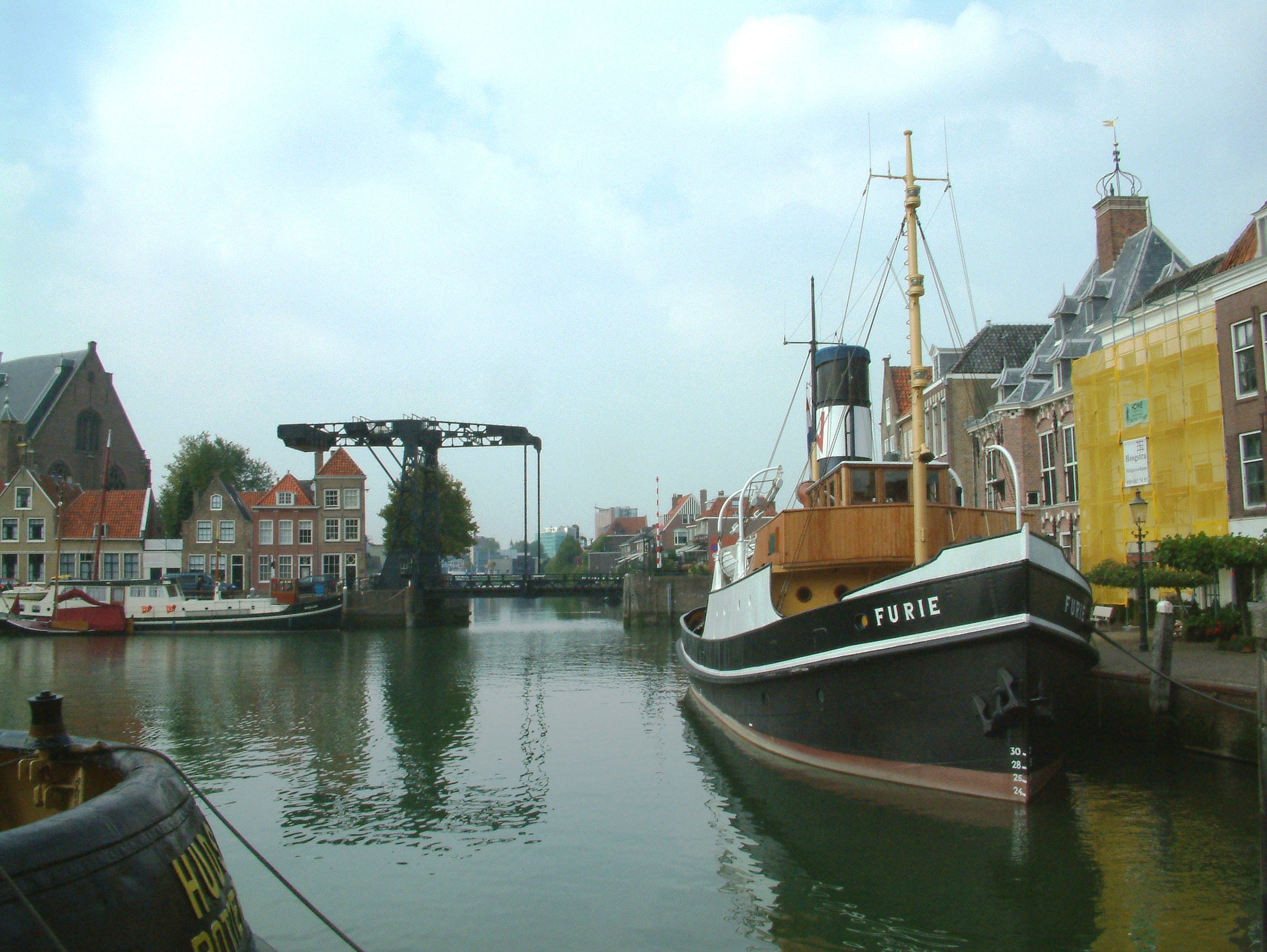
Stoomzeesleper Furie
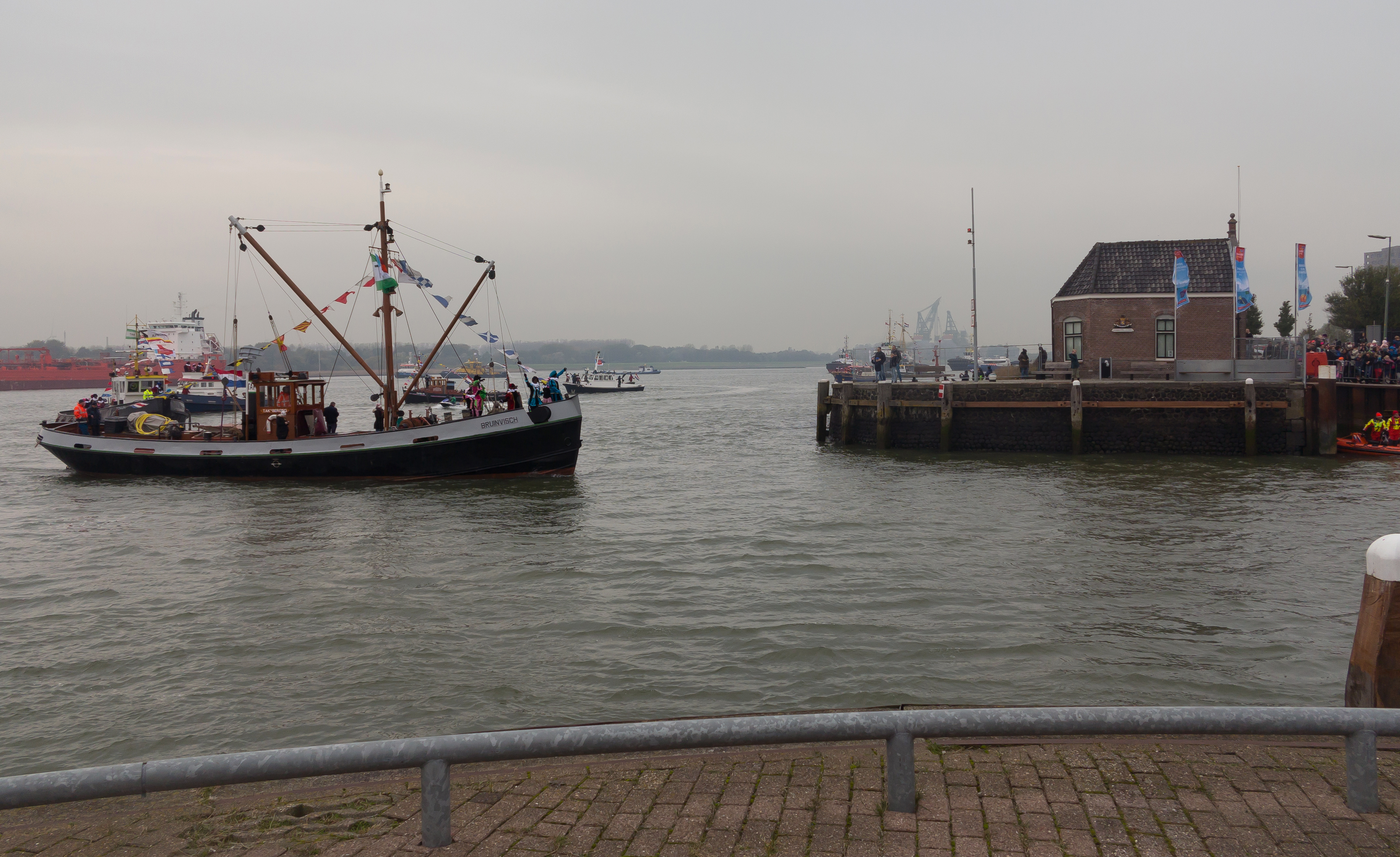
Bergingsvaartuig Bruinvisch
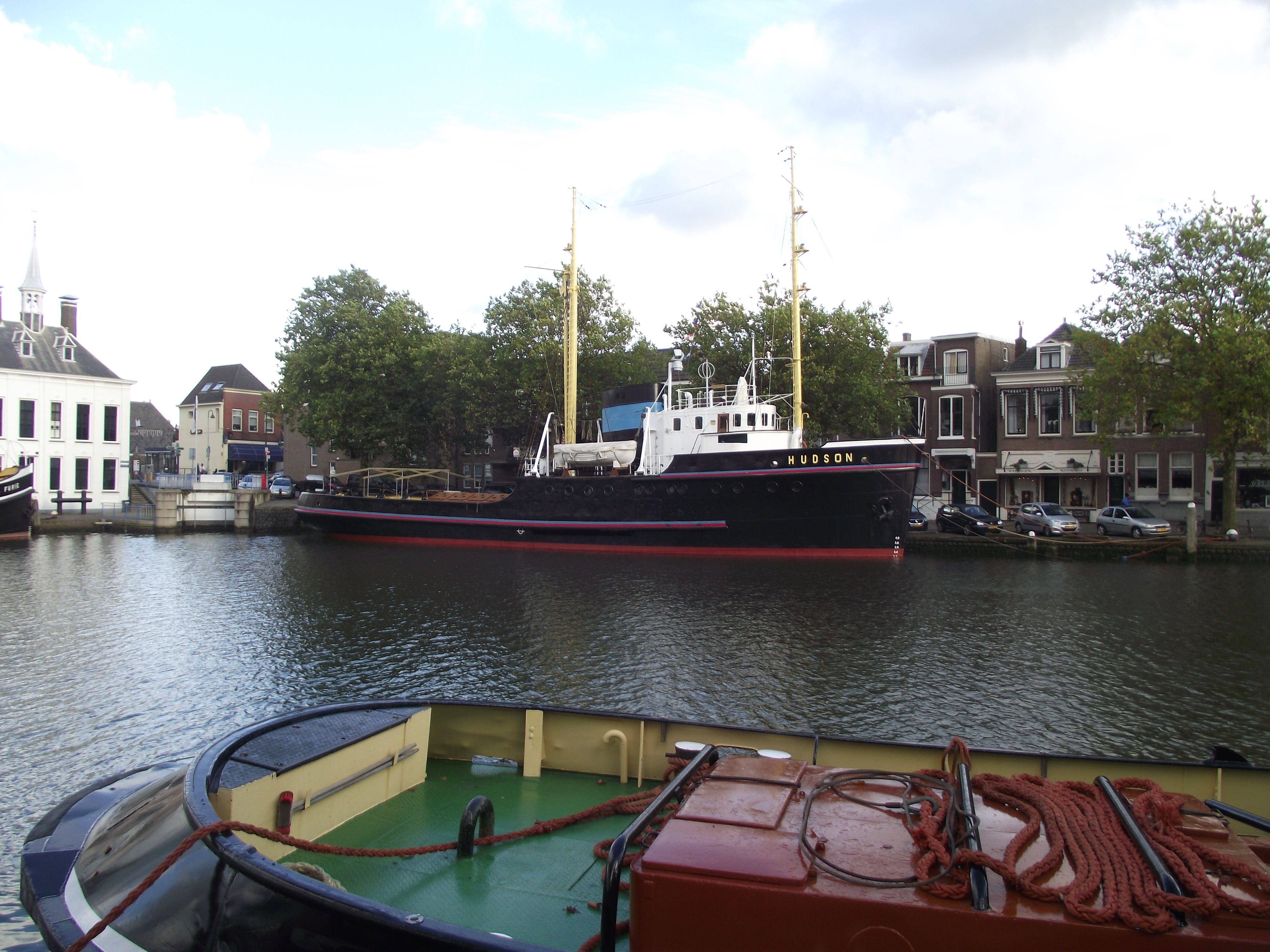
Zeesleper Hudson
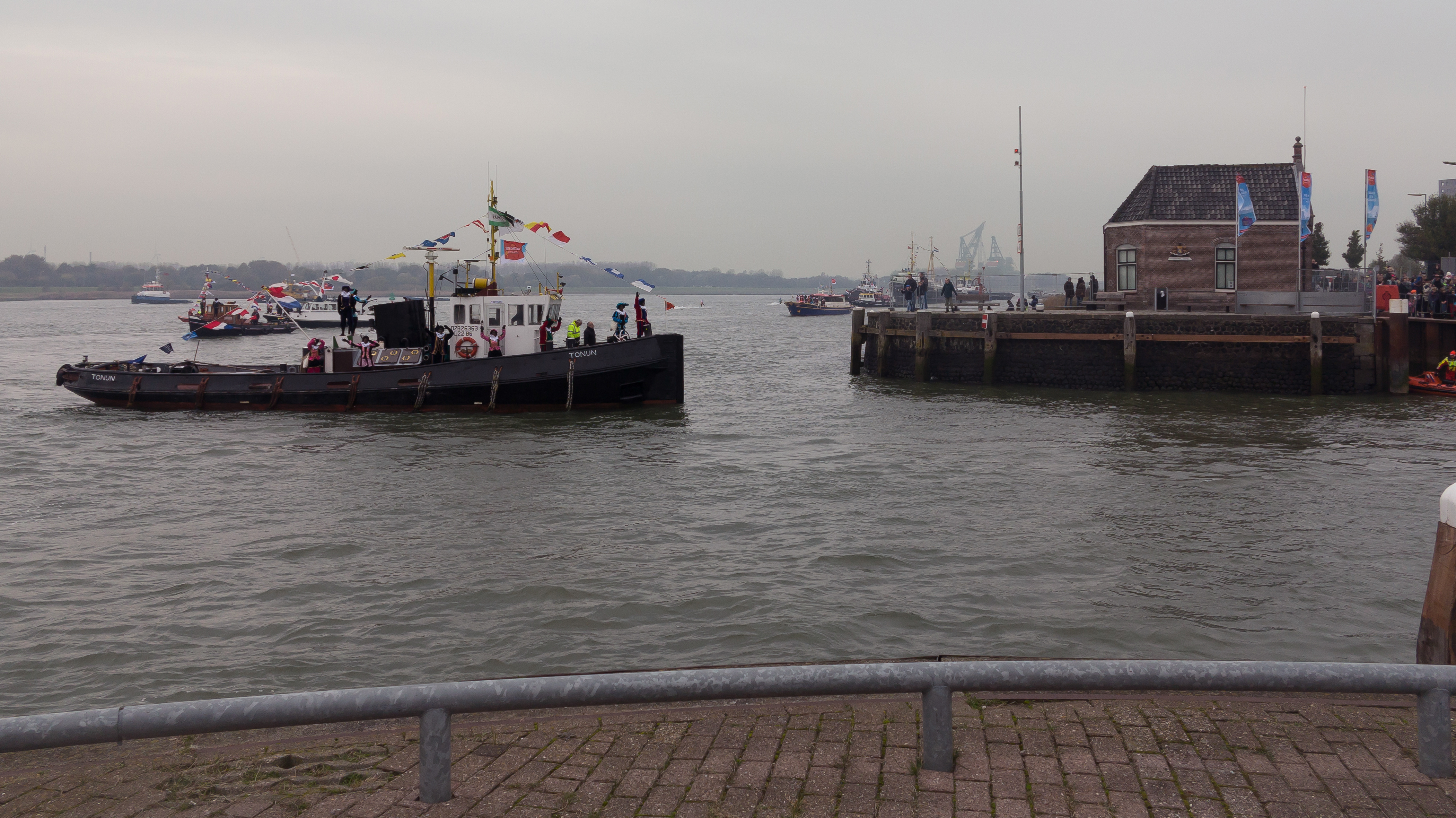
Havensleepboot Tonijn
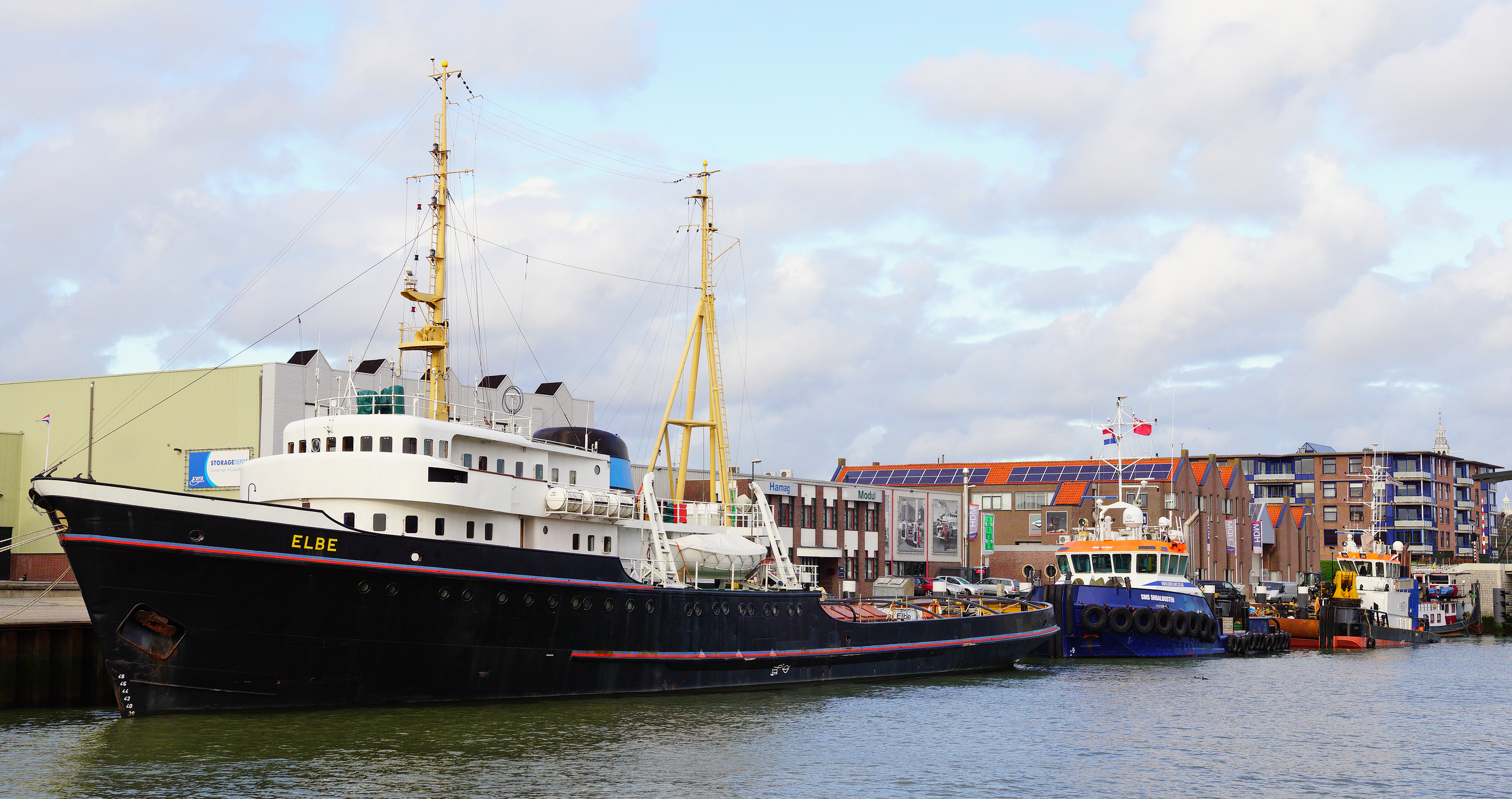
Zeesleper Elbe
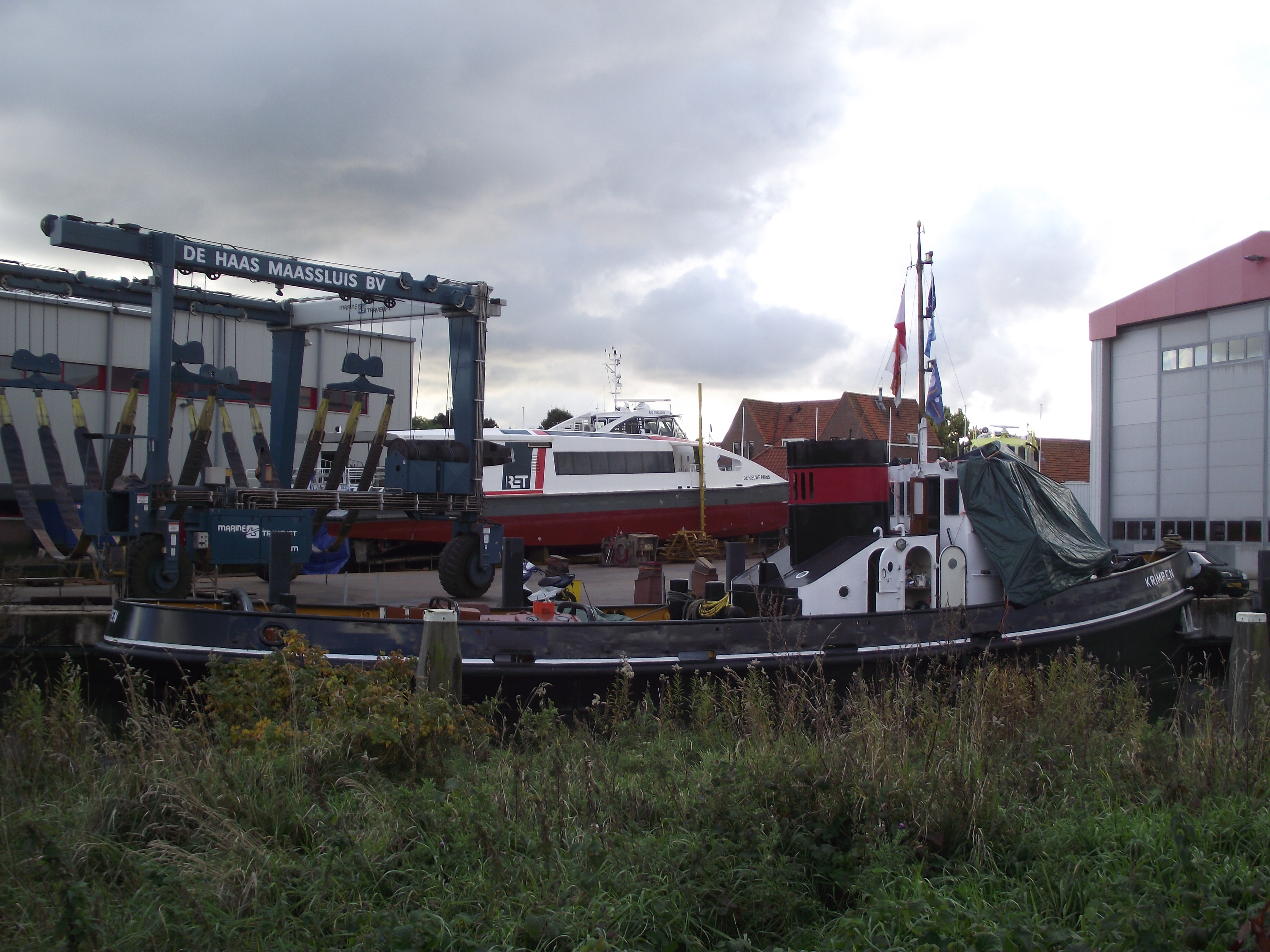
Havensleepboot Krimpen
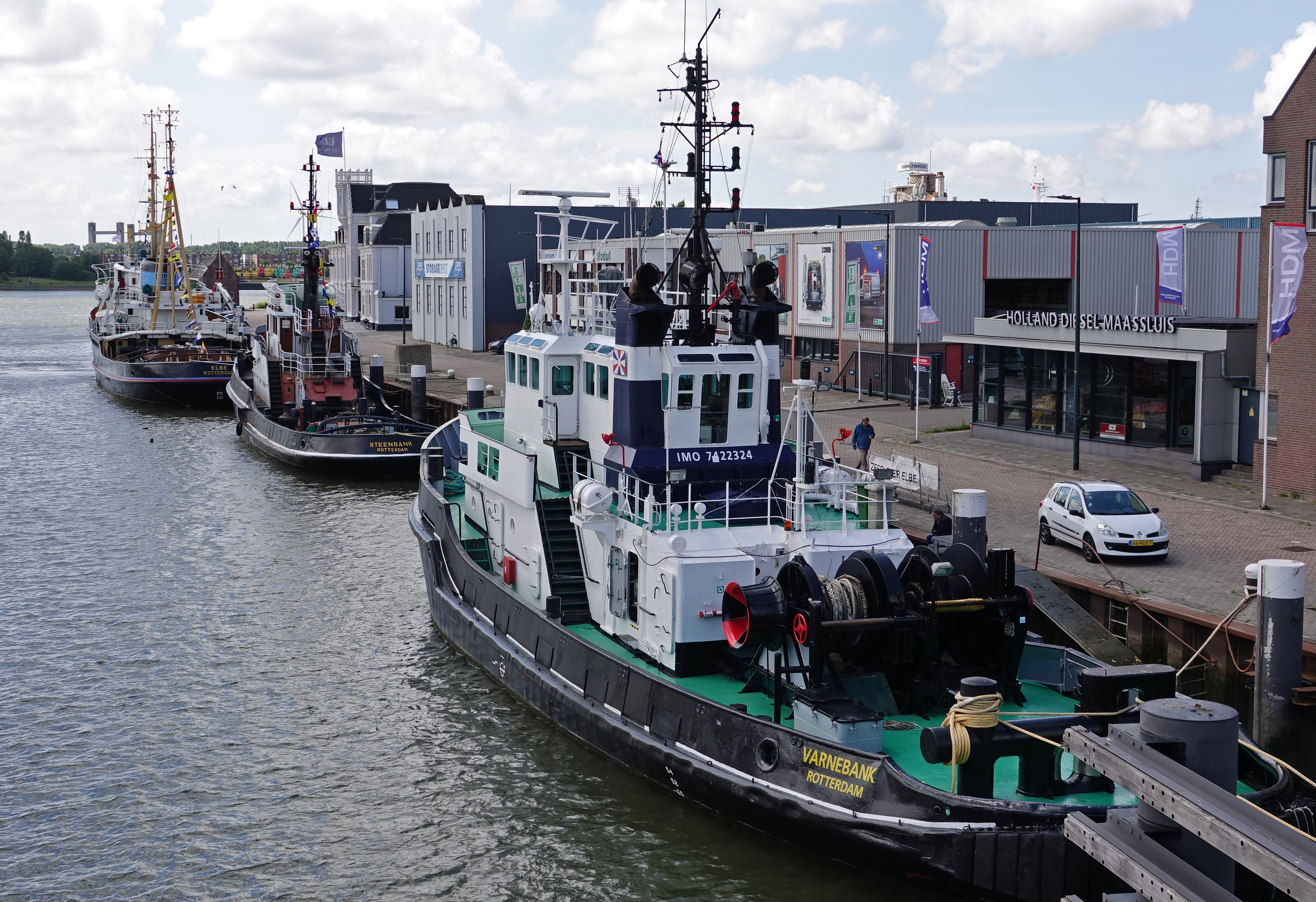
Elbe, Steenbank en Varnebank
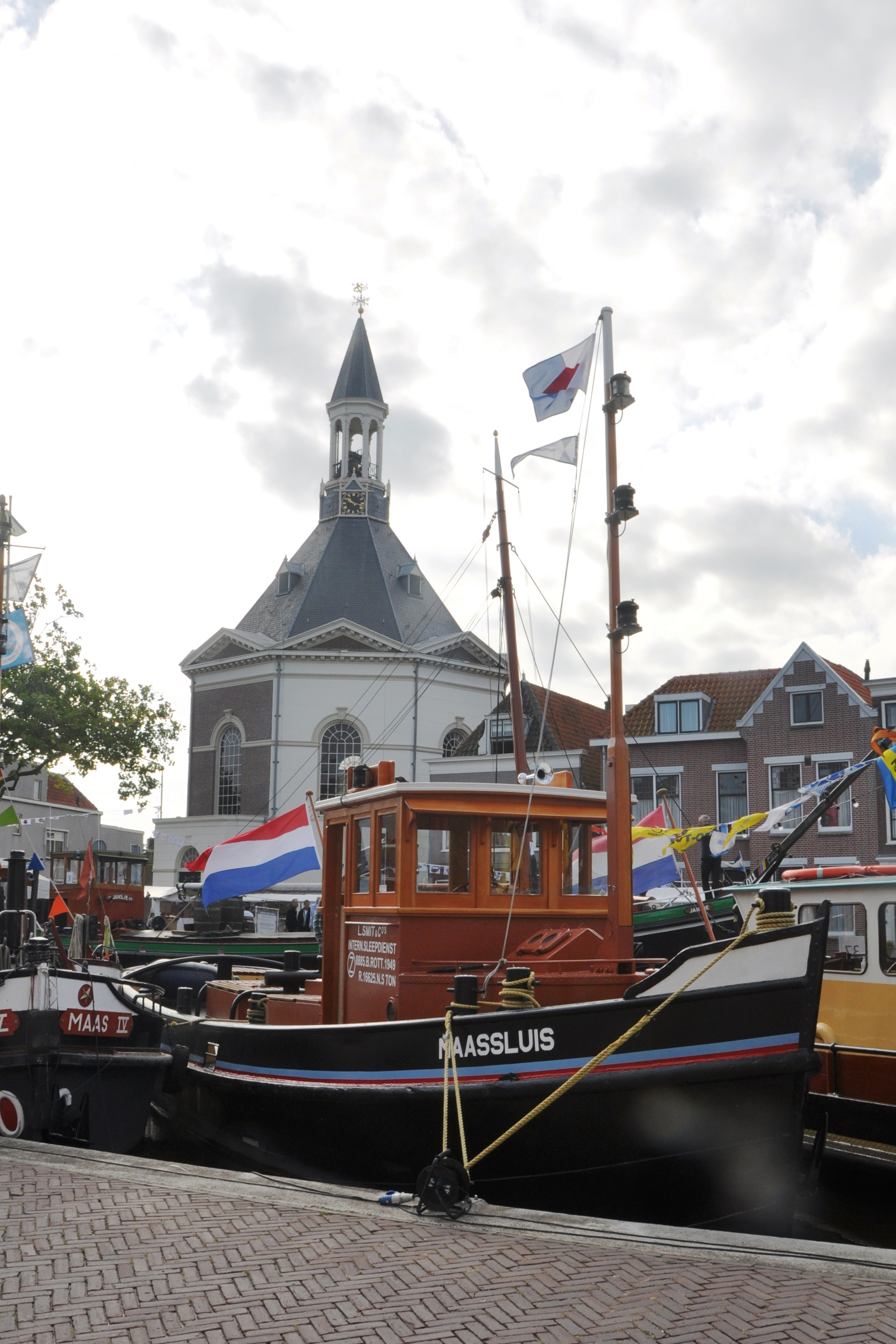
Havensleepboot Maassluis

## Evenementen
Sleepboothaven Maassluis organiseert elk jaar in de maand mei een maritiem evenement. Het ene jaar de Dag van de Zeesleepvaart en het andere jaar de Vaardag Sleepboothaven. Bij laatstgenoemde is de opzet intiem en ligt het accent op rondvaarten met schepen gelieerd aan de stichting. De Dag van de Zeesleepvaart is groter van opzet met meer schepen, ook die niet gelieerd zijn aan de stichting, activiteiten op de wal en een vlootschouw.